# Des mammouths à la porte
Des mammouths à la porte (titre original : Mammoths at the Gates) est un roman court de fantasy écrit par Nghi Vo et paru en 2023 puis traduit en français et paru aux éditions L'Atalante en 2024. Il s'agit du quatrième livre du cycle Les Archives des Collines-Chantantes et il a été suivi par The Brides of High Hill, paru en 2024.

## Résumé
L'adelphe Chih, archiviste non binaire de l'abbaye des Collines-Chantantes, s'en revient dans son abbaye après avoir voyagé pendant quatre années. Son espoir de  retrouver bon nombre de ses anciens amis ainsi que l'atmosphère tranquille, apaisante mais néanmoins active qui y a toujours régné est vite douché. En effet, la plupart des adelphes sont retenus à l'extérieur pour un travail ne pouvant attendre et dans l'abbaye vidée règnent le chagrin et la tristesse dus au décès du vieil adelphe Thien. De plus, deux mammouths sont stationnés devant l'enceinte de l'abbaye et les deux sœurs qui les montent sont là pour exiger le corps de leur grand père Thien An Lee afin qu'il soit enterré auprès de sa femme, ce qui contreviendrait aux coutumes des adelphes. Chih tente d'aider son ami d'enfance Ru, désormais Céleste par intérim à la tête de l'abbaye, afin de gérer au mieux ce conflit qui pourrait aboutir à la destruction de tout ou partie de la bâtisse qui lui est des plus chère.